# Janis Ian
Janis Ian, rodným jménem Janis Eddy Fink, (* 7. dubna 1951 Farmingdale) je americká písničkářka.
Její prarodiče do USA přišli z Taškentu, Kyjeva a Polska. Od útlého dětství dostávala lekce hry na klavír, později hrála také na varhany, harmoniku, lesní roh a kytaru. Svůj první singl „Society's Child“ („Baby I've Been Thinking“) vydala ve svých patnácti letech, v roce 1966, v produkci Shadow Mortona; dostal se na 14. místo hitparády Billboard Hot 100. Píseň vyšla také na jejím eponymním debutovém albu v lednu 1967; to dosáhlo 29. příčky hitparády Billboard 200. Později vydala dvě desítky dalších alb. Největší úspěchy slavila se singlem „At Seventeen“ z alba Between the Lines (1975), který se umístil na třetím místě Billboard Hot 100, a za který získala cenu Grammy. Album The Light at the End of the Line (2022) je jejím posledním.
Je lesba. Přispívala do LGBT časopisu The Advocate. V roce 2008 vydala autobiografickou knihu Society's Child: My Autobiography.